# Draconarius laosensis
Espèce
Draconarius laosensis est une espèce d'araignées aranéomorphes de la famille des Agelenidae.

## Distribution
Cette espèce est endémique de la province de Vientiane au Laos,. Elle se rencontre à Vangvieng dans les grottes Tham Khan, Tham Soksay, Tham Puna et Tham Kieo.

## Description
Le mâle holotype mesure 8,41 mm et la femelle paratype 9,83 mm.

## Systématique et taxinomie
Cette espèce a été décrite par Hoang, Nophaseud et Jäger en 2025.

## Étymologie
Son nom d'espèce, composé de laos et du suffixe latin -ensis, « qui vit dans, qui habite », lui a été donné en référence au lieu de sa découverte, le Laos.

## Publication originale
- Hoang, Nophaseud & Jäger, 2025 : « Notes on the genus Draconarius Ovtchinnikov, 1999 (Araneae: Agelenidae) with description of two new species from Laos. » Zootaxa, no 5590(4), p. 555-567.